# Marasmarcha corniculata
Marasmarcha corniculata là một loài bướm đêm thuộc họ Pterophoridae. Nó được tìm thấy ở Nam Phi.